# الخلافة الأحمدية

علم الخلافة الأحمدية.

الخلافة الأحمدية هي خلافة غير سياسية تأسست في 27 مايو 1908 بعد وفاة غلام أحمد القادياني مؤسس الجماعة الأحمدية الذي ادعى أنه المسيح الموعود والمهدي المخلص الذي ينتظره المسلمون، يعتقد الأحمديون أنه إعادة تأسيس الخلافة الراشدة التي بدأت بعد وفاة النبي محمد صلى الله عليه وسلم ولقب الخلفاء تعني خليفة المسيح، والخليفة هو القائد الروحي والتنظيمي المنتخب للجماعة الإسلامية الأحمدية في جميع أنحاء العالم وخليفة غلام أحمد القادياني. يعتقد المجتمع الأحمدي أنه أمر إلهي ويشار إليه أيضًا من قبل أعضائها باسم أمير المؤمنين وإمام الجماعة. الخليفة الخامس والحالي لمسيح الجماعة الأحمدية هو ميرزا مسرور أحمد.
بعد وفاة غلام أحمد قاد خلفاؤه الجماعة الأحمدية من قاديان في الهند والتي ظلت مقراً لها حتى عام 1947 مع إنشاء باكستان من هذا الوقت، بقي المقر الرئيسي في الربوة وهي بلدة بنيت على أرض اشتراها المجتمع الباكستاني في عام 1948. وفي عام 1984 أصدرت حكومة باكستان الأمر الأمر XX الذي يحظر على الأحمديين أي تعبير علني عن العقيدة الأحمدية، مما يجعل الخليفة غير قادر على أداء واجباته كقائد للمجتمع. بسبب هذه الظروف، غادر الخليفة الرابع باكستان وهاجر إلى إنجلترا ونقل المقر مؤقتًا إلى مسجد الفضل. نظرًا لأن التيار الرئيسي للإسلام السني والشيعي يُنظر إلى الأحمدية على نطاق واسع على أنها حركة غير مسلمة، فإن معظم المسلمين خارج الحركة لا يعترفون بمطالبات الأحمديين بالخلافة على أنها صحيحة.

## ملخص

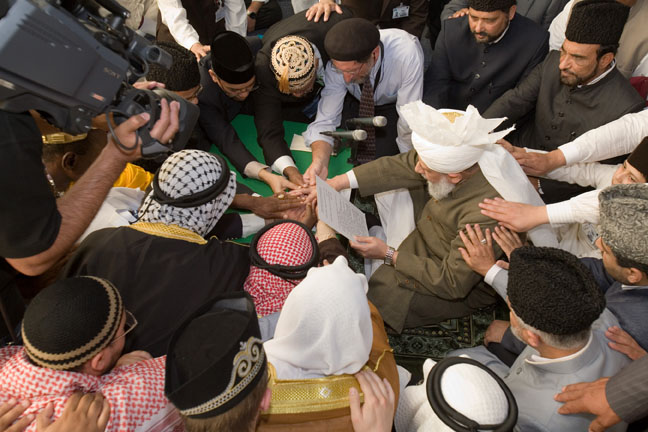
الخليفة الخامس ميرزا مسرور يأخذ البيعة من الأحمديين عام 2008.

يعتقد الأحمديون أن نظام الخلافة هو جزء ثانوي من نظام النبوة ومواصلة السعي لتحقيق الأهداف التي أرساها النبي والقيام بمهام الإصلاح والتدريب الأخلاقي كخلفاء للأنبياء وقيادة جماعة المؤمنين بعد موت النبي ويعتقد الأحمديون أن الخلافة الأحمدية هي استئناف للخلافة الراشدة وأن هذا قد أعيد تأسيسه مع ظهور غلام أحمد الذي يعتقد الأحمديون أنه المهدي والمسيح الموعود به.
يؤكد الأحمديون أنه وفقًا للآيات القرآنية مثل (وعد الله الذين آمنوا منكم وعملوا الصالحات ليستخلفنهم في الأرض كما استخلف الذين من قبلهم) والعديد من الأحاديث حول هذه المسألة، ولا يمكن إنشاء الخلافة إلا من قبل الله نفسه وهي نعمة إلهية تُمنح لمن يؤمن ويعمل بالصلاح وإعلاء شأن الخلافة خاص بالله وحده. لذلك فإن أي حركة لإقامة الخلافة تتمحور حول المساعي البشرية وحدها مآلها الفشل، لا سيما عندما تنحرف حالة الناس عن مبادئ النبوة ويعتقدون أن الله نفسه يوجه قلوب وعقول المؤمنين من خلال الرؤى والأحلام والتوجيه الروحي نحو فرد معين. لا يسمح بالحملات أو الخطب أو التكهنات من أي نوع. وهكذا لم يُعيَّن الخليفة بالضرورة عن طريق الحق (أي الحق أو صاحب الكفاءة في نظر الناس في ذلك الوقت) ولا عن طريق الاختيار فحسب بل عن طريق الله في المقام الأول.  ويعتقدون أن الخلفاء قد اختارهم الله من خلال وكالة المؤمنين الأتقياء ويعتبرون من أنصار الله بعد انتخابهم لهذا المنصب.

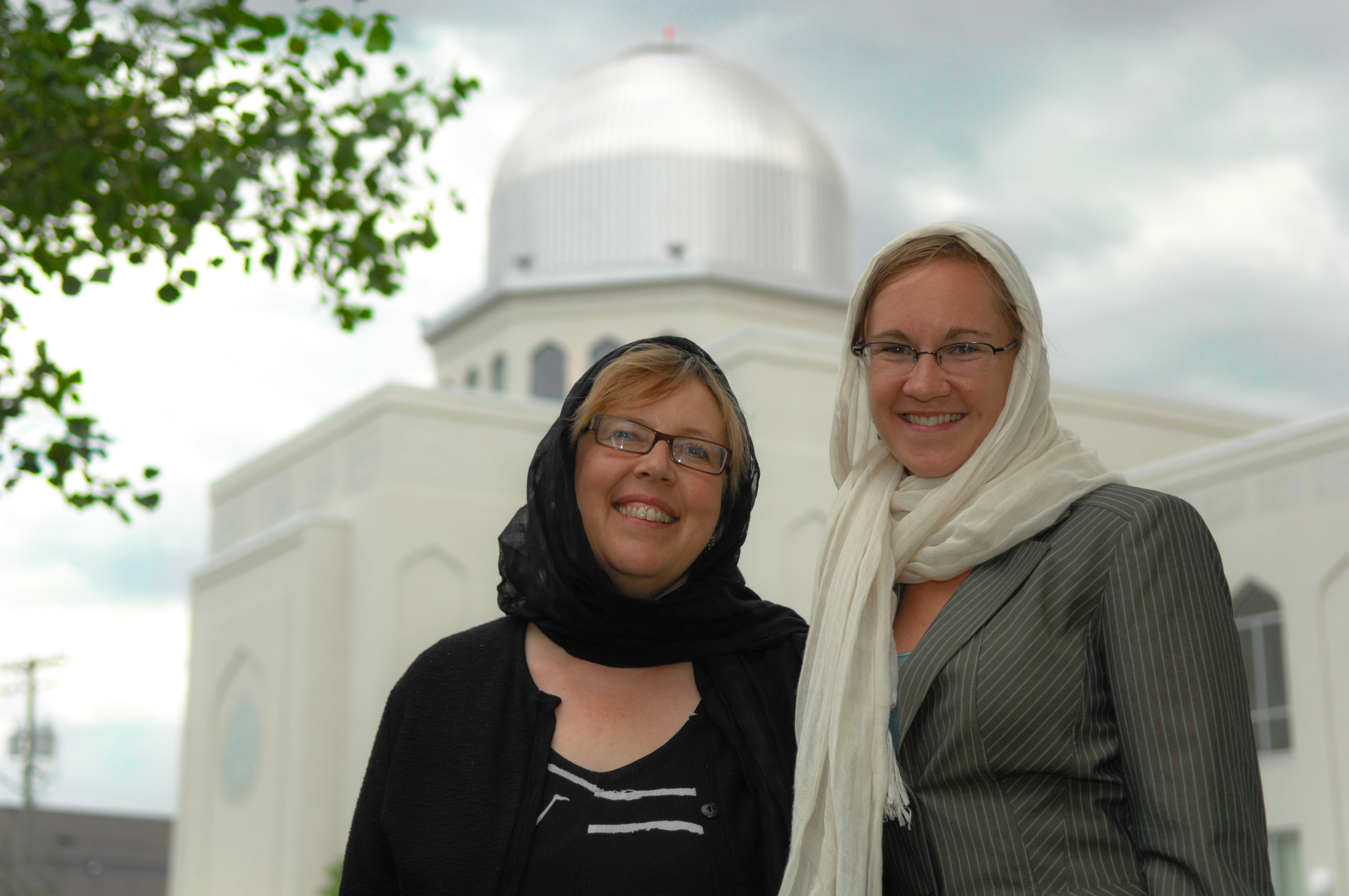
إليزابيث ماي زعيمة حزب الخضر الكندي أثناء أفتتاح مسجد بيت النور التابع للطائفة الأحمدية والذي يُعتبر أكبر مسجد في كندا.

وبحسب الفكر الأحمدي، فكما أنه ليس من الضروري أن يكون النبي رئيسًا للدولة فليس من الضروري أن يكون الخليفة رئيسًا للدولة، بل يتم التأكيد على الأهمية الدينية والتنظيمية للخلافة. إنه قبل كل شيء منصب ديني، بهدف دعم الإسلام وتعزيزه ونشره والحفاظ على المعايير الأخلاقية العالية داخل المجتمع الإسلامي التي أنشأها النبي محمد صلى الله عليه وسلم الذي لم يكن مجرد زعيم سياسي بل زعيم ديني في المقام الأول. تُفهم الخلافة على أنها نظام يتعامل مع تنظيم المؤمنين ويتعلق بإدارة (نظام) المجتمع المسلم سواء كانت تنطوي على دور حكومي أم لا. استنادًا إلى «مبدأ النبوة»، يمكن لمؤسسة الخلافة مثل النبوة أن توجد وتزدهر بدون دولة إذا تصادف أن يتولى الخليفة سلطة حكومية كرئيس للدولة؛ فإن ذلك يكون عرضيًا وفرعيًا فيما يتعلق بوظيفته الإجمالية كخلفاء والتي تنطبق على المؤمنين عبر الحدود الوطنية ولا تقتصر على دولة معينة أو كيان سياسي معين. وبهذا المفهوم ، فإن نظام الخلافة في الإسلام يتجاوز السيادة الوطنية والانقسام العرقي، ويشكل كيانًا فوق قوميًا عالميًا ودور الخليفة كزعيم للمجتمع الإسلامي، في مثل هذا الفهم، يفوق دور الملك.
لأن محمد صلى الله عليه وسلم أصبح رئيس الدولة في المدينة المنورة، فإن الخلفاء الراشدين من بعده تصادف أن يكونوا رؤساء دول على غرار خلفاء موسى الذين قادوا بني إسرائيل بعد وفاته، وبعد غزو الشام والسيطرة عليه عملوا كقادة سياسيين وعسكريين ودينيين. بما أن غلام أحمد الذي يعتبره الأحمديون أنه المهدي المنتظر كان مثل المسيح ليس رئيس دولة فإن خلفائه - كما فعل خلفاء المسيح - يعملون دون الارتباط بأي دولة، ولا يسعون إلى أي دور سياسي وليس لديها طموح إقليمي فيما يتعلق بالجانب السياسي للخلافة، بما أن سيادة الله تمتد على الكون، فإن النظام السياسي المثالي داخل الإسلام هو الذي يكون فيه الخليفة هو القائد الروحي وفقًا للمبادئ الإسلامية اتحاد أو كونفدرالية للدول المستقلة (تعمل في ظل أي نظام سياسي أو شكل من أشكال الحكومة) المرتبطة معًا للحفاظ على السلام والتعاون في تعزيز رفاهية الإنسان في جميع أنحاء العالم. يسمح هذا الإطار للخليفة بأن ينزل، إذا رأى ذلك مناسبًا، معظم أو كل سلطته العلمانية إلى الممثلين المنتخبين لأعضاء مثل هذا الاتحاد.
امتدت الخلافة الأحمدية لأكثر من قرن، وشهدت خمسة خلفاء وهي مستمرة، على غرار الخلفاء الأربعة الأوائل للنبي محمد صلى الله عليه وسلم. ومع ذلك يُنظر إلى الخلافة الأحمدية على أنها استمرار للخلافة الإسلامية الأولى للنبي محمد صلى الله عليه وسلم والخلفاء الأحمدية كخلفاء لغلام أحمد وكذلك لمحمد في نهاية المطاف. يعتقد الأحمديون أن الله قد أكد لهم أن الخلافة الحالية ستستمر إلى يوم الدين معتمدين على برهم وإيمانهم بالله. ووفقًا للأحمديين تسعى الخلافة إلى إقامة سلطان الله على الأرض، ويسعى الخليفة إلى الحفاظ على هذه السلطة في مجتمع التابعين. فالخليفة يهدي المجتمع ويوحّده ويأمنه ويوجّهه الأخلاقي ويرقيّه. يشترط أن يقوم الخليفة بواجباته من خلال التشاور ومراعاة آراء أعضاء مجلس الشورى . ومع ذلك، ليس من واجبه أن يقبل دائمًا آراء وتوصيات الأعضاء. يتمتع الخليفة بالسلطة الشاملة في جميع الأمور الدينية والتنظيمية وهو ملزم بأن يقرر ويتصرف وفقًا للقرآن والسنة.

## الأساس في القرآن والحديث
وبحسب العقيدة الأحمدية، فقد وعد الله تعالى في القرآن أن يعين خلفاً من الصالحين. وفي هذا الصدد تقول الآية 56 من سورة النور: 
(وعد الله الذين آمنوا منكم وعملوا الصالحات ليستخلفنهم في الأرض كما استخلف الذين من قبلهم وليمكنن لهم دينهم الذي ارتضى لهم وليبدلنهم من بعد خوفهم أمنا يعبدونني لا يشركون بي شيئا ومن كفر بعد ذلك فأولئك هم الفاسقون)
وروي عن قيام الخلافة الصالحة في مسند أحمد: 
(تكون النبوة فيكم ما شاء الله أن تكون، ثم يرفعها إذا شاء أن يرفعها، ثم تكون خلافة على منهاج النبوة، فتكون ما شاء الله أن تكون، ثم يرفعهـا إذا شاء الله أن يرفعها، ثم تكون ملكاً عاضاً، فيكون ما شاء الله أن يكون، ثم يرفعها إذا شاء أن يرفعها، ثم تكون ملكاً جبرية، فتكون ما شاء الله أن تكون، ثم يرفعها إذا شاء أن يرفعها، ثم تكون خلافة على منهاج النبوة، ثم سكت)

## القدرة الثانية (الظهور الثاني لقدرة الله)
يعتقد الأحمديون أن خلافة الخليفة هي المظهر الثاني لقوة الله الذي كتب عنه غلام أحمد في وصيته الأخيرة «الوصية » . 
... من الضروري أن تشهد الظهور الثاني. وأيضاً، ومجيئه خير لكم لأنه أبدي لا ينتهي استمراره إلى يوم الدين. وهذا المظهر الثاني لا يمكن أن يأتي إلا إذا رحلت ولكن عندما أغادر، سيرسل الله هذا المظهر الثاني من أجلك... وبعد ذهابي سيكون هناك بعض الأشخاص الآخرين الذين سيكونون مظهرًا من مظاهر القوة الثانية (الله).
لكن حركة لاهور الأحمدية لا تؤيد هذا الاعتقاد وتتبع مفهوم (المجلس) الموصوف في نفس الكتاب.